# Kinbag
Kinbag är en golfbag som har inbyggd golfvagn. Bagen började att tillverkas 1980 i Lidköping och exporteras till länder runt om i världen.
Bagen består av stadig hårdplast vilket gör den tålig mot stötar och oväder. Eftersom Kinbag har en inbyggd golfvagn av lättmetall så tar den inte så stor plats när den fraktas.
Kinbag utvecklas med de tillbehör som anses behövas vid golfspel utan att bagen på grund av det tar större plats. Bland tillbehören finns hållare för scorekort, kapsylöppnare, paraplyhållare och vilstol.
Varje klubba har sin egen plats i bagen med egna plaströr. Plaströrens kant kan dock skada grafitklubbor då skaften nöts mot kanten på rören. På grafitklubbor skapas därför ofta en brottsanvisning på skaften vilket ökar risken att klubban går av. Detta kan dock undvikas genom att applicera en bit tejp på skaftet där detta ligger an mot rörkanten.